# NF-κB

Mecanismo de acção de NF-κB

NF-κB (factor nuclear kappa B) é um complexo proteico que desempenha funções como factor de transcrição. NF-κB pode ser encontrada em quase todos os tipos de células animais e está envolvida na resposta celular a estímulos como o estresse, citocinas, radicais livres, radiação ultravioleta, oxidação de LDL e antigénios virais e bacterianos. NF-κB desempenha um papel fundamental na regulação da resposta imunitária à infecção. Consistente com este papel, a regulação incorrecta de NF-κB tem sido ligada ao cancro, a doenças inflamatórias e auto-imunes, choque séptico, infecção viral e também a desenvolvimento imunitário impróprio. NF-κB também tem sido implicado em processos de plasticidade sináptica e memória.

## Descoberta
NF-κB foi descoberto pela primeira vez no laboratório do laureado com o Prémio Nobel David Baltimore, devido à sua interacção com uma sequência de 11 pares de bases do enhancer da cadeia leve da imunoglobulina, em linfócitos B.

## Membros
Os membros da família NF-κB exibem homologia estrutural com a oncoproteína retroviral v-Rel, resultando na sua classificação como proteínas NF-κB/Rel proteins.
Existem cinco proteínas na família NF-κB, em mamíferos:
| Classe | Proteína | Alternativo | Gene  |
| ------ | -------- | ----------- | ----- |
| I      | NF-κB1   | p105 → p50  | NFKB1 |
| I      | NF-κB2   | p100 → p52  | NFKB2 |
| II     | RelA     | p65         | RELA  |
| II     | RelB     |             | RELB  |
| II     | c-Rel    |             | REL   |

Abaixo estão os cinco membros da família NF-κB em humanos:
| NF-κB | NF-κB     |
| --- | --------- |
| Vista superior de estrutura cristalográfica (PDB 1SVC) de um homodímero da proteína NFKB1 protein (verde e magenta) ligada ao DNA (castanho). |           |
| Indicadores |           |
| Símbolo | NFKB1     |
| Entrez | 4790      |
| OMIM | 164011    |
| RefSeq | NM_003998 |
| UniProt | P19838    |
| Outros dados |           |
| Locus | Cr. 4 q24 |

| RELA | RELA       |
| --- | ---------- |
| Vista lateral de estrutura cristalográfica (PDB 2RAM) de um homodímero da proteína RELA (verde e magenta) ligada ao DNA (castanho). |            |
| Indicadores |            |
| Símbolo | RELA       |
| Entrez | 5970       |
| OMIM | 164014     |
| RefSeq | NM_021975  |
| UniProt | Q04206     |
| Outros dados |            |
| Locus | Cr. 11 q13 |

| NFKB2        | NFKB2       |
| Indicadores  | Indicadores |
| ------------ | ----------- |
| Símbolo      | NFKB2       |
| Entrez       | 4791        |
| OMIM         | 164012      |
| RefSeq       | NM_002502   |
| UniProt      | Q00653      |
| Outros dados |             |
| Locus        | Cr. 10 q24  |

| RELB         | RELB               |
| Indicadores  | Indicadores        |
| ------------ | ------------------ |
| Símbolo      | RELB               |
| Entrez       | 5971               |
| OMIM         | 604758             |
| RefSeq       | NM_006509          |
| UniProt      | Q01201             |
| Outros dados |                    |
| Locus        | Cr. 19 q13.2-19q13 |

| REL          | REL           |
| Indicadores  | Indicadores   |
| ------------ | ------------- |
| Símbolo      | REL           |
| Entrez       | 5966          |
| OMIM         | 164910        |
| RefSeq       | NM_002908     |
| UniProt      | Q04864        |
| Outros dados |               |
| Locus        | Cr. 2 p13-p12 |

Existem também proteínas NF-κB, em outros organismos como na mosca-da-fruta Drosophila, em ouriços-do-mar, em anémonas e em esponjas.